# Rio Geba
Kayanga

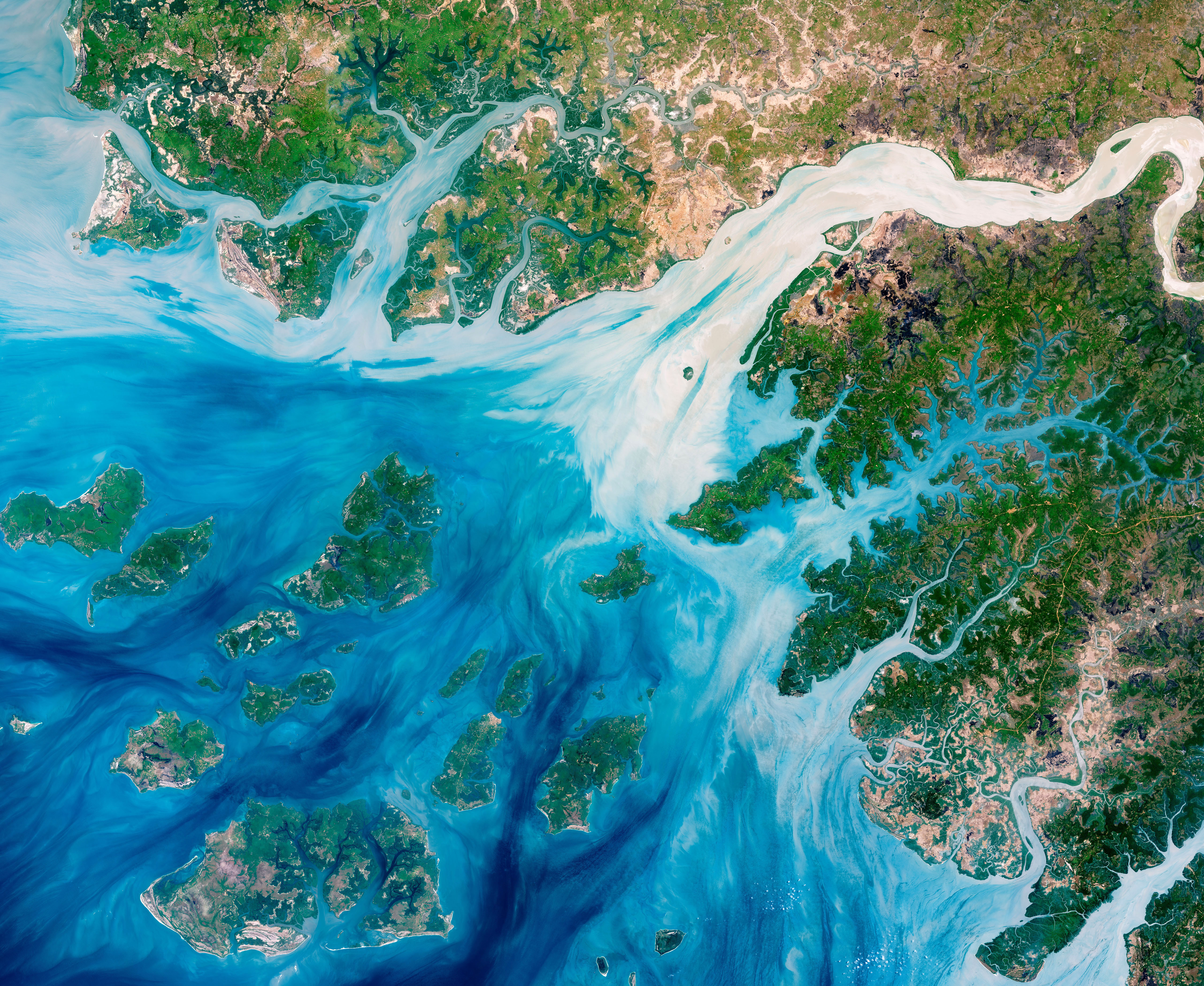
Les estuaires proches de la côte de Guinée-Bissau se ramifient comme un réseau de racines d'une plante. Avec leurs longues vrilles, les rivières serpentent à travers les plaines du pays pour rejoindre l'océan Atlantique. En chemin, elles transportent de l'eau, des nutriments, mais aussi des sédiments hors de la terre.
Cette image en couleur naturelle capture le mouvement des sédiments lorsque les rivières se déplacent d'est en ouest. L'image a été acquise le 17 mai 2018 par l'Operational Land Imager (OLI) sur Landsat 8. La décoloration est plus apparente à Rio Geba, qui passe devant la capitale du pays, Bissau.
Ces estuaires jouent un rôle important dans l'agriculture. Ce petit pays d'Afrique de l'Ouest est principalement constitué de terrains plats qui ne s'élèvent qu'à 20 à 30 mètres d'altitude. Les vallées côtières sont souvent inondées, surtout pendant la période la plus pluvieuse de l'année (l'été), et peuvent avoir des effets néfastes sur les infrastructures, l'agriculture et la santé publique. Mais à des niveaux non dévastateurs, les pluies favorisent l'agriculture, en particulier la culture du riz.
Une grande partie des terres agricoles est créée par la destruction des mangroves (voir Mangroves d'Afrique centrale), qui constituent une barrière naturelle entre la terre et l'eau. Par exemple, une grande partie de la production de riz se fait le long du Rio Geba, qui est entouré de larges vallées et d'une plaine basse et ondulée taillée dans la forêt. En conséquence, les zones côtières se sont érodées, ce qui devrait s'aggraver avec l'élévation du niveau de la mer. Quelques projets sont axés sur la restauration des populations de mangroves, et les chercheurs ont constaté une régénération.

Le rio Geba est un fleuve d'Afrique occidentale qui traverse les territoires de la Guinée, du Sénégal et de la Guinée-Bissau. Au Sénégal, il porte le nom de Kayanga.

## Géographie
Il naît dans le nord-ouest de la Guinée, dans le massif du Fouta Djalon, puis traverse la frontière sénégalaise, pays qu'il quitte bientôt pour pénétrer en Guinée-Bissau. Après avoir traversé ce dernier pays, du nord-est au sud-ouest, et avoir notamment baigné la capitale Bissau, il se jette dans l'Océan Atlantique.
Il est le cours d'eau le plus important de Guinée-Bissau.
Il se jette dans l'Atlantique par un énorme estuaire sur la rive droite duquel est construite Bissau, la capitale de la Guinée-Bissau. Le rio Geba est une voie de communication majeure pour ce petit pays. Il est navigable jusqu'à Bafatá, la seconde ville du pays.

## Affluent
Le rio Corubal, qui prend également naissance dans le Fouta-Djalon, débouche dans son estuaire en rive gauche, par son propre estuaire. Il est le cours d'eau le plus long et le plus abondant de Guinée-Bissau.